# Marsopstraße 16 (München)

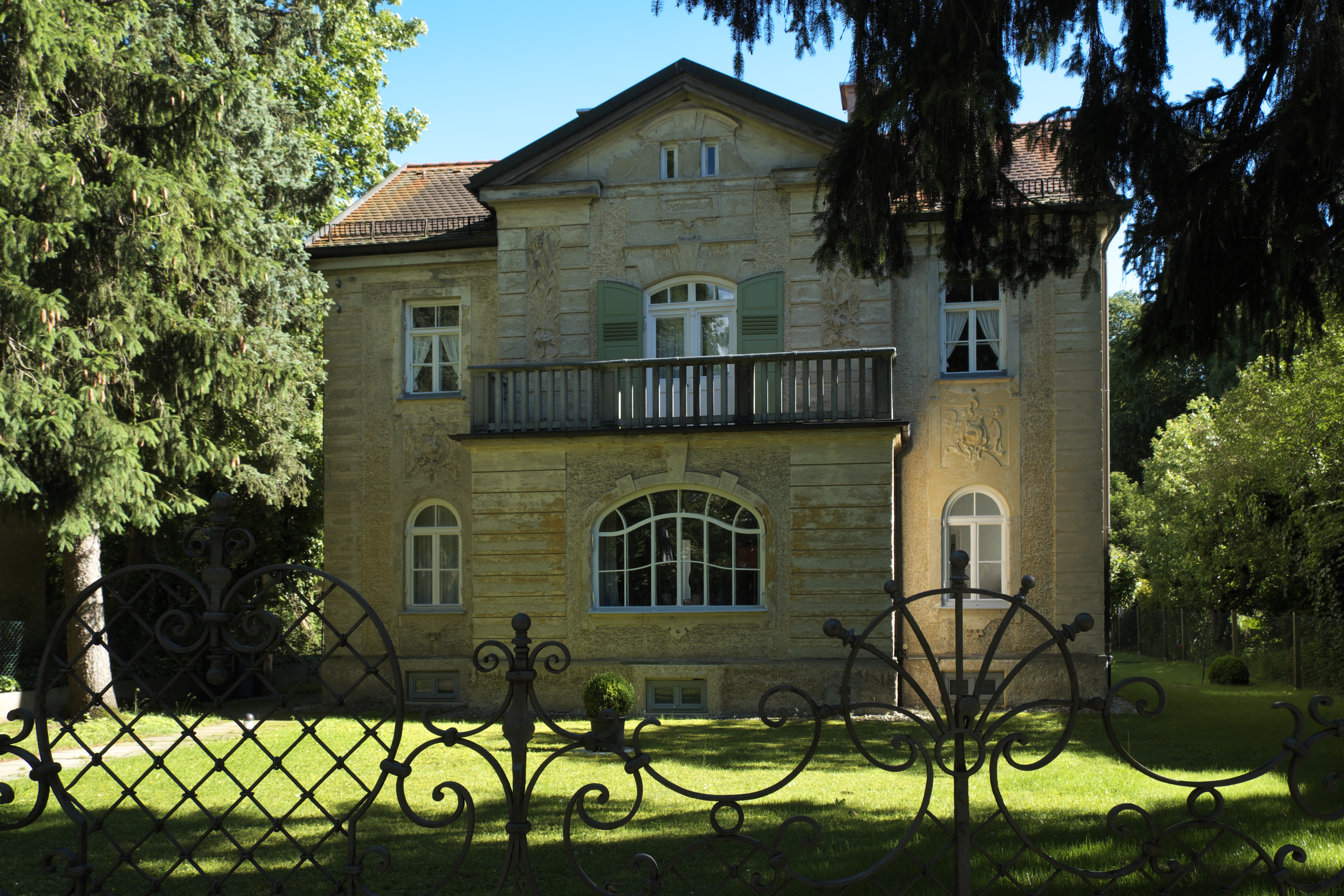
Villa Marsopstraße 16 im Stadtteil Obermenzing von München

Das Gebäude Marsopstraße 16 im Stadtteil Obermenzing der bayerischen Landeshauptstadt München wurde 1898 errichtet. Die Villa, die zur Erstbebauung der Villenkolonie Pasing I gehört, ist ein geschütztes Baudenkmal.
Der zweigeschossige Satteldachbau in barockisierender Formensprache mit übergiebeltem Mittelrisalit mit Bodenerker, reichem Stuckdekor und Putzgliederung,  wurde vom Büro August Exter 1898 errichtet und nachträglich rückwärtig erweitert. Das Rückgebäude, als Atelier konzipiert, ist ein erdgeschossiger Walmdachbau von Georg Buchner aus dem Jahr 1931.
Die Einfriedung mit Pfeiler und Gitter wurde 1918 von Karl Kergl geschaffen.